# Achmed Ahahaoui
Achmed Ahahaoui (Amsterdam, 6 februari 1983) is een Nederlands voormalig betaald voetballer van Marokkaanse afkomst.
Ahahaoui was een aanvaller die van 2005 tot 2007 naam maakte als balvaste spits van Haarlem.
In zijn eerste seizoen kwam hij tot 12 treffers in 38 wedstrijden, zijn tweede seizoen werd nog succesvoller met 15 treffers in 38 wedstrijden. Ahahaoui heeft zijn opleiding bij Vitesse en Sparta Rotterdam genoten. Op 15 augustus 2005 maakte hij zijn debuut voor Haarlem tijdens een thuiswedstrijd tegen De Graafschap (3-0).
Na twee jaar bij Go Ahead Eagles maakte Ahahoui in het seizoen 2009/10 de overstap naar eredivisionist VVV-Venlo. In de openingswedstrijd van het seizoen scoorde hij direct tijdens zijn eredivisiedebuut in een uitwedstrijd bij PSV (3-3) zijn eerste treffer op het hoogste niveau. Na twee jaar VVV vertrok Ahahaoui in 2011 naar FC Volendam.
In 2013 kreeg hij geen profcontract meer en ging spelen als amateur voor IJsselmeervogels. In 2015 stapte hij van IJsselmeervogels over naar de Utrechtse Hoofdklasser VV De Meern.

## Profstatistieken
| Seizoen         | Club             | Competitie      | Competitie | Competitie | Beker | Beker | Playoffs | Playoffs | Totaal | Totaal |
| Seizoen         | Club             | Competitie      | Wed.       | Dlp.       | Wed.  | Dlp.  | Wed.     | Dlp.     | Wed.   | Dlp.   |
| --------------- | ---------------- | --------------- | ---------- | ---------- | ----- | ----- | -------- | -------- | ------ | ------ |
| 2004/05         | Sparta Rotterdam | Eerste divisie  | 0          | 0          | 0     | 0     | 0        | 0        | 0      | 0      |
| 2005/06         | HFC Haarlem      | Eerste divisie  | 38         | 12         | 2     | 1     | 2        | 0        | 42     | 13     |
| 2006/07         | HFC Haarlem      | Eerste divisie  | 38         | 15         | 3     | 0     | —        | —        | 41     | 15     |
| 2007/08         | Go Ahead Eagles  | Eerste divisie  | 36         | 12         | 2     | 1     | 2        | 1        | 40     | 14     |
| 2008/09         | Go Ahead Eagles  | Eerste divisie  | 31         | 4          | 1     | 1     | —        | —        | 32     | 5      |
| 2009/10         | VVV-Venlo        | Eredivisie      | 34         | 3          | 1     | 0     | —        | —        | 35     | 3      |
| 2010/11         | VVV-Venlo        | Eredivisie      | 26         | 3          | 0     | 0     | 4        | 0        | 30     | 3      |
| 2011/12         | FC Volendam      | Eerste divisie  | 29         | 11         | 2     | 1     | —        | —        | 31     | 12     |
| Carrière totaal | Carrière totaal  | Carrière totaal | 232        | 60         | 11    | 4     | 8        | 1        | 251    | 65     |